# 충청북도보은교육지원청
충청북도보은교육지원청(忠淸北道報恩敎育支援廳, Boeun Office of Education)은 충청북도 보은군을 관할하는 충청북도교육청 산하의 교육지원청이다.
교육장은 장학관으로 보한다.

## 산하 기관

### 초등학교
| - 관기초등학교 - 내북초등학교 - 동광초등학교 - 산외초등학교 | - 삼산초등학교 - 세중초등학교 - 속리초등학교 - 송죽초등학교 | - 수정초등학교 - 삼가분교 - 수한초등학교 - 종곡초등학교 | - 탄부초등학교 - 판동초등학교 - 회남초등학교 - 회인초등학교 |

### 중학교
| - 내북중학교 - 보덕중학교 | - 보은여자중학교 - 보은중학교 | - 속리산중학교 - 회인중학교 |